# آگیوسور
آگیوسور(نام علمی: Aggiosaurus) نام یک سرده از رده خزندگان است.